# Frejberg
Frejberg (Freyberg) – herb szlachecki.

Herb

## Opis herbu
W słup, w polu I błękitnym - pół słońca złotego i dwie sześcioramienne gwiazdy złote, w II srebrnym - kotwica czarna, błękitnym sznurkiem okręcona. Klejnot: trzy strusie pióra. Labry: błękitne, podbite z prawej strony srebrem, z lewej złotem.

## Najwcześniejsze wzmianki
Nadany w 1839 przez cesarza Mikołaja I.

## Herbowni
Frejberg (Freyberg).